# Comitê Olímpico do Brasil
Comitê Olímpico do Brasil (COB) é a entidade máxima do esporte no Brasil e órgão regulador do esporte olímpico brasileiro. Foi oficialmente fundado em 8 de junho de 1914, na sede da Federação Brasileira das Sociedades de Remo, por iniciativa da Liga Metropolitana de Esportes Atléticos, porém a I Guerra Mundial fez com que suas atividades oficiais começassem apenas em 1935.
O COB tem múltiplas fontes de receita, mas seu principal meio de financiamento é sua participação de 2% em todos os lucros da Loteria Federal e outros jogos de azar. O COB é presidido por Marco Antônio La Porta. Anualmente, desde 1999, o COB organiza o Prêmio Brasil Olímpico, que premia os melhores atletas do Brasil.

## Atribuições
O COB é responsável por inscrever os atletas brasileiros em todos os Jogos Olímpicos. A política utilizada pela instituição é a "inclusão meritória". Isso significa que o COB não realiza seletivas olímpicas; todos os atletas brasileiros que atendem aos requisitos estabelecidos pela Federação Internacional de seu esporte para participação nos Jogos são automaticamente inscritos pelo COB em seu respectivo evento olímpico - se o país tiver um número limitado de vagas em um determinado evento nos Jogos e o número de atletas que atendem aos critérios de qualificação o exceder, o COB respeitará o ranking oficial do esporte, ou qualquer outro critério usado pela Federação do esporte para fins de classificação, e inscreverá os atletas mais bem classificados até o limite de vagas atribuído ao país nos Jogos. As seleções nacionais podem se classificar por meio de torneios pré-olímpicos e/ou eventos internacionais que premiem vagas nos Jogos; Atletas individuais, dependendo de seu esporte, também podem se qualificar alcançando um determinado desempenho ou tempo mínimo para os Jogos (por exemplo, na Natação, onde os atletas se qualificam quando nadam em seu evento em um determinado tempo).
O COB tem como política nunca solicitar "vagas de inclusão" nos Jogos Olímpicos: o Comitê Olímpico de qualquer país tem o direito de solicitar ao Comitê Olímpico Internacional a inclusão de atletas dessa nacionalidade em eventos para os quais não tenham se classificado, desde que o país em questão não tivesse atletas qualificados quando tivesse o direito de inscrever atletas em um determinado evento; qualquer Comitê Olímpico nacional também pode solicitar essas vagas se não tiver atingido o número de atletas que lhe foram designados, o que faria com que os empates olímpicos diminuíssem.
Por exemplo, se nenhum atleta brasileiro conseguir se classificar para o evento olímpico de levantamento de peso, nenhum atleta brasileiro participará das Olimpíadas em questão, porque o COB não solicitará a inscrição de nenhum atleta que não tenha obtido a qualificação por mérito próprio. Isso pode ser observado, por exemplo, nos eventos do Halterofilismo dos Jogos de Verão de 2004, quando nenhum atleta brasileiro participou, embora o COB pudesse ter solicitado uma inclusão especial para fins de representação.

### Candidaturas olímpicas
O Comitê Olímpico do Brasil apresentou candidaturas oficiais para sediar os Jogos Olímpicos. No Brasil, o COB é a autoridade final para a apresentação de uma proposta, e nenhuma cidade brasileira pode licitar sem o endosso do COB. Brasília fez uma candidatura para 2000, mas desistiu antes da eleição final. A cidade do Rio de Janeiro foi a candidata preferida, tendo feito propostas para 1936, 2004 e 2012. A candidatura do Rio acabou sendo aceita em 2009 para sediar os Jogos Olímpicos de Verão de 2016 em sua quarta apresentação de candidaturas.
Em 2004, quando chegou a hora de apresentar as candidaturas para os jogos de 2012 (atribuídas a Londres, na Grã-Bretanha), a cidade de São Paulo contestou a escolha automática do Rio de Janeiro como candidato natural do Brasil. São Paulo insistiu que poderia produzir uma proposta mais competitiva do que a do Rio de Janeiro. O COB só pôde apresentar uma proposta nacional e decidiu resolver a questão internamente, por votação de todos os membros registrados do COB. Ambas as cidades foram obrigadas a apresentar sua candidatura aos Jogos (como se estivesse sendo apresentada aos membros do COI) para avaliação dos delegados votantes. O resultado foi uma vitória esmagadora a favor do Rio de Janeiro, e o COB então apresentou a candidatura da cidade para os Jogos.
Em 2017, o Comitê Olímpico Internacional suspendeu provisoriamente Carlos Arthur Nuzman, presidente do Comitê Olímpico Brasileiro, em um processo de compra de votos para garantir o Rio de Janeiro como cidade-sede dos Jogos Olímpicos de 2016.

## Confederações
As Confederações nacionais cujos esportes fazem parte do Programa Olímpico estão diretamente ligadas ao COB, mas a entidade também trabalha com muitas "Confederações Vinculadas", que são aquelas cujos esportes não fazem parte do Programa Olímpico atualmente.

## Arrecadação das Loterias Federais
Desde 2001, a principal fonte de recursos do COB para o cumprimento de seus objetivos estratégicos é oriunda da arrecadação das Loterias Federais ao esporte (Lei Federal 13.756/2018). O COB repassa parte desse dinheiro às Confederações Nacionais de cada esporte. A Confederação Brasileira de Futebol não recebe estes repasses.

### Repasse às Confederações
Para 2023, o COB destinou às Confederações cerca de R$ 201 milhões.
| Modalidade            | Valores (R$) (2023) |
| --------------------- | ------------------- |
| Atletismo             | 8 300 000           |
| Badminton             | 4 960 000           |
| Basquete              | 4 693 000           |
| Boxe                  | 8 208 000           |
| Breaking              | 3 045 000           |
| Canoagem              | 7 961 000           |
| Ciclismo              | 6 082 000           |
| Desportos Aquáticos   | 12 025 000          |
| Desportos na Neve     | 4 849 000           |
| Desportos no Gelo     | 4 623 000           |
| Escalada Esportiva    | 3 980 000           |
| Esgrima               | 4 453 000           |
| Ginástica             | 10 633 000          |
| Golfe                 | 4 370 000           |
| Handebol              | 5 004 000           |
| Hipismo               | 7 291 000           |
| Hóquei sobre Grama    | 4 286 000           |
| Judô                  | 7 983 000           |
| Levantamento de Pesos | 5 167 000           |
| Pentatlo Moderno      | 4 245 000           |
| Remo                  | 4 730 000           |
| Rugby                 | 4 501 000           |
| Skate                 | 7 448 000           |
| Surfe                 | 7 233 000           |
| Taekwondo             | 6 357 000           |
| Tênis                 | 5 264 000           |
| Tênis de Mesa         | 5 904 000           |
| Tiro com Arco         | 5 362 000           |
| Tiro Esportivo        | 5 218 000           |
| Triatlo               | 5 301 000           |
| Vela                  | 7 118 000           |
| Vôlei                 | 9 820 000           |
| Wrestling             | 4 586 000           |

Confira os critérios (e seus respectivos pesos) de repasse:
- Medalhista na última edição de Jogos Olímpicos (15,75%)
- Multimedalhista na última edição de Jogos Olímpicos (13,39%)
- Medalhista na penúltima edição dos Jogos Olímpicos (4,72%)
- Top 8 nas duas últimas edições dos Jogos Olímpicos (2,36%)
- Número de eventos com participação brasileira na última edição dos Jogos Olímpicos (2,36%)
- Top 8 no último Campeonato Mundial adulto (4,72%)
- Medalhista no último Campeonato Mundial Adulto (12,6%)
- Top 8 no último Campeonato Mundial Sub-21 (2,36%)
- Medalhista no último Campeonato Mundial Sub-21 (9,45%)
- Aproveitamento de medalhas na última edição de Jogos Pan-americanos (7,48%)
- Medalhista de ouro na última edição de Jogos Pan-americanos (8,27%)
- Prestação de Contas – Qualifica a performance das Confederações nos processos de prestação de contas da Lei Agnelo/Piva no ano corrente (8,27%)
- Programa Gestão, Ética e Transparência (8,27%)

## Presidentes
| Nº  | Presidente                  | Período     |
| --- | --------------------------- | ----------- |
| 1º  | Fernando Mendes de Almeida  | 1914 – 1935 |
| 2º  | Antônio Prado Júnior        | 1935 – 1947 |
| 3º  | Arnaldo Guinle              | 1947 – 1950 |
| 4º  | José Ferreira do Santos     | 1950 – 1963 |
| 5º  | Áttlia Ache                 | 1963        |
| 6º  | Sylvio de Magalhães Padilha | 1963 – 1990 |
| 7º  | André Richer                | 1990 – 1995 |
| 8º  | Carlos Arthur Nuzman        | 1995 – 2017 |
| 9º  | Paulo Wanderley Teixeira    | 2017 – 2025 |
| 10º | Marco Antônio La Porta      | 2025 - 2028 |

## Hall da Fama
Durante o Prêmio Brasil Olímpico de 2018, o COB criou um Hall da Fama para homenagear figuras marcantes do esporte brasileiro.
| Nome                       | Esporte             | Ano  |
| -------------------------- | ------------------- | ---- |
| Jaqueline Silva            | Vôlei de praia      | 2018 |
| Torben Grael               | Vela                | 2018 |
| Vanderlei Cordeiro de Lima | Atletismo           | 2018 |
| Sandra Pires               | Vôlei de praia      | 2018 |
| Bernardinho                | Vôlei               | 2019 |
| Magic Paula                | Basquete            | 2019 |
| Joaquim Cruz               | Atletismo           | 2019 |
| Maria Lenk                 | Natação             | 2019 |
| João do Pulo               | Atletismo           | 2019 |
| Hortência Marcari          | Basquete            | 2019 |
| José Roberto Guimarães     | Vôlei               | 2019 |
| Guilherme Paraense         | Tiro esportivo      | 2019 |
| Chiaki Ishii               | Judô                | 2019 |
| Sylvio Padilha             | Atletismo           | 2019 |
| Wlamir Marques             | Basquete            | 2020 |
| Tetsuo Okamoto             | Natação             | 2020 |
| Aurélio Miguel             | Judô                | 2020 |
| Nelson Pessoa              | Hipismo Saltos      | 2020 |
| Reinaldo Conrad            | Vela                | 2020 |
| Aída dos Santos            | Atletismo           | 2020 |
| Bernard Rajzman            | Vôlei               | 2020 |
| Zagallo                    | Futebol             | 2020 |
| Adhemar Ferreira da Silva  | Atletismo           | 2020 |
| Sebastián Cuattrin         | Canoagem Velocidade | 2020 |
| Servílio de Oliveira       | Boxe                | 2021 |
| Rogério Sampaio            | Judô                | 2021 |
| Gustavo Borges             | Natação             | 2021 |
| Fofão                      | Vôlei               | 2021 |
| Renan Dal Zotto            | Vôlei               | 2022 |
| Yane Marques               | Pentatlo Moderno    | 2022 |
| Manoel dos Santos          | Natação             | 2022 |
| Marcelo Ferreira           | Vela                | 2022 |
| Melânia Luz                | Atletismo           | 2022 |
| Ricardo Prado              | Natação             | 2022 |
| Walter Carmona             | Judô                | 2022 |
| Afrânio da Costa           | Tiro                | 2024 |
| Daiane dos Santos          | Ginástica           | 2024 |
| Edinanci Silva             | Judô                | 2024 |
| Gustavo Kuerten            | Tênis               | 2024 |